# 77. podelitev oskarjev
27. februarja 2005 so v Kodak theatru v Hollywoodu podelili oskarje za leto 2004. Podelitev je prvič gostil ameriški komik Chris Rock. Zmagovalec je bil film Punčka za milijon dolarjev režiserja Clinta Eastwooda, ki je pobral štiri kipce v pomembnih kategorijah, medtem ko je Letalec z 11 nominacijami dobil pet manj pomembnih nagrad, z izjemo oskarja za stransko žensko vlogo. 

## Seznam nagrajencev
- film: - Punčka za milijon dolarjev, Clint Eastwood, Albert S. Ruddy, Tom Rosenberg
- igralec v glavni vlogi: Jamie Foxx, Ray
- igralka v glavni vlogi: Hilary Swank, Punčka za milijon dolarjev
- igralec v stranski vlogi: Morgan Freeman, Punčka za milijon dolarjev
- igralka v stranski vlogi: Cate Blanchett, Letalec
- režija: Clint Eastwood, Punčka za milijon dolarjev
- izvirni scenarij: Večno sonce brezmadežnega uma, Charlie Kaufman
- prirejeni scenarij: Stranpota, Alexander Payne, Jim Taylor
- tujejezični film: Morje v meni, Alejandro Amenabar, Španija
- celovečerni animirani film: Neverjetni, Brad Bird
- celovečerni dokumentarec: Born into Brothels, Ross Kauffman, Zana Briski
- kratki animirani film: Ryan, Chris Landreth
- kratki igrani film: Wasp, Andrea Arnold
- kratki dokumentarec: Mighty Times: The Children's March Robert Hudson and Bobby Houston
- filmska glasba: V iskanju dežele Nije, Jan A.P. Kaczmarek
- filmska pesem: Al otro lado del rio iz filma Motoristov dnevnik, Jorge Drexler
- scenografija: Letalec, Dante Ferretti, Francesca Lo Schiavo
- kostumografija: Letalec, Sandy Powell
- ličenje: Lemony Snicket: Zaporedje nesrečnih dogodkov, Valli O'Reilly, Bill Corso
- kamera: Letalec, Robert Richardson
- montaža: Letalec, Thelma Schoonmaker
- montaža zvoka: Neverjetni, Michael Silvers, Randy Thom
- zvok: Ray, Scott Millan, Greg Orloff, Bob Beemer, Steve Cantamessa
- vizualni učinki Spider-man 2, John Dykstra, Scott Stokdyk, Anthony LaMolinara, John Frazier
- humanitarna nagrada Jeana Hersholta: Roger Mayer
- oskar za življenjsko delo: Sidney Lumet